# Гуголплекс
Гуголплекс (на английски: googolplex) е число в математиката, равно на {\displaystyle 10^{\,\!10^{100}}} (10 googol) или на 1 с гугол нули.

## Гугол серии
- гуголдуплекс = 10гуголплекс = 10^(10^(10^100))
- гуголтриплекс = 10гуголдуплекс = 10^(10^(10^(10^100)))
- гуголквадраплекс = 10гуголтриплекс = 10^(10^(10^(10^(10^100))))
- гуголквинплекс = 10гуголквадраплекс = 10^(10^(10^(10^(10^(10^100)))))
- и т.н.